# Jan Štěpán (Matěj)
Jan Štěpán (Matěj) (16. května 1901 – 20. dubna 1974) byl český fotbalista, záložník, československý reprezentant.

## Sportovní kariéra
Za československou reprezentaci odehrál v letech 1922–1931 pět utkání. Krátce si zahrál i za "železnou Spartu", legendární neporazitelný tým pražské Sparty z první poloviny 20. let, s nímž se stal roku 1923 středočeským mistrem (vítězem tzv. středočeské ligy, tehdy nejprestižnější soutěže v zemi), ale nejvíce je spojen s Viktorií Žižkov, s níž získal historický mistrovský titul roku 1928, jediný titul v historii Viktorky, jež byl zároveň jediným úspěšným pokusem prolomit hegemonii pražských "S" v meziválečné lize. Český sportovní novinář a historik Zdeněk Šálek o něm v encyklopedii Slavné nohy napsal: "Drobnější hráč, velký dříč."

## Ligová bilance
| Ročník                        | Zápasy | Góly | Klub               |
| ----------------------------- | ------ | ---- | ------------------ |
| Středočeská 1. liga 1927/1928 | 6      | 4    | SK Viktoria Žižkov |
| Středočeská 1. liga 1928/1929 | 11     | 0    | SK Viktoria Žižkov |
| 1. asociační liga 1929/1930   | 13     | 0    | SK Viktoria Žižkov |
| 1. asociační liga 1930/1931   | 14     | 1    | SK Viktoria Žižkov |
| 1. asociační liga 1931/1932   | 7      | 0    | SK Viktoria Žižkov |
| 1. asociační liga 1932/1933   | 3      | 0    | SK Viktoria Žižkov |
| 1. asociační liga 1933/1934   | 2      | 0    | SK Viktoria Žižkov |
| CELKEM                        | 56     | 5    |                    |